# Opisthoxia virginalis
Opisthoxia virginalis là một loài bướm đêm trong họ Geometridae.